# Marjolijn Verspoor
Marjolijn Verspoor (Leida, 11 marzo 1952) è una linguista olandese.
Professoressa di lingua inglese all'Università di Groningen, nei Paesi Bassi, è nota per il suo lavoro sulla teoria dei sistemi dinamici complessi e sull'applicazione della teoria dei sistemi dinamici per studiare lo sviluppo della seconda lingua. Si è interessata della scrittura in seconda lingua.
È una dei membri della "Scuola olandese di sistemi dinamici" che ha proposto di applicare i dati di serie temporali per studiare lo sviluppo della seconda lingua insieme a de Bot, van Geert e Lowie.

## Biografia
Ha conseguito un dottorato presso l'Università di Leida nel 1990. Il titolo della sua tesi era Criteri semantici nella selezione del complemento.
Nel corso della sua carriera ha pubblicato articoli su riviste e alcuni libri su diverse aree della linguistica, per esempio sullo sviluppo della seconda lingua, gli effetti dell'educazione bilingue, gli effetti delle intuizioni cognitive sullo sviluppo della seconda lingua, l'approccio lingusitico cognitivo alla complementazione dell'inglese.
È stata nominata assistente alla ricerca e alla didattica in tedesco presso il Dipartimento tedesco della Louisiana State University, negli Stati Uniti nel 1973. Nel 1976 è stata nominata istruttrice di tedesco, francese e inglese come seconda lingua nel dipartimento di lingue straniere presso la Northeast Louisiana University. Nel 1989 è diventata Professore Asstant presso il Dipartimento di inglese dell'Università del Missouri, negli Stati Uniti, dove è stata anche coordinatrice del programma Academic English for International Students. Tra il 1991 e il 1994 è stata istruttrice presso il dipartimento inglese del Rijksuniversiteit Groningen. Tra il 1995 e il 2005 è stata nominata presidente della Commissione nazionale per gli esami (CEVO: VWO-HAVO) per l'inglese. come responsabile del contenuto dell'esame nazionale d'inglese. Dal 1994 è un docente universitario presso il dipartimento di inglese dell'Università di Groningen. Tra il 2005 e il 2009 è stata consulente dello studio e coordinatrice del programma di Master in linguistica applicata-insegnamento dell'inglese come lingua straniera.
Nel 2009 è stata nominata per il premio come miglior conferenziere dell'Università di Groningen.
È un membro del Comitato del premio di solidarietà dell'Associazione internazionale di linguistica applicata insieme a Kees de Bot e Rosa Manchón.
Nel 2016 è stata una delle relatrici principali di EUROSLA26 presso l'Università di Jyväskylä, in Finlandia.

## Pubblicazioni
Ha pubblicato articoli su riviste come Applied Linguistics, Journal of Second Language Writing, 'The Modern Language Journal, Language Teaching Research e Language Learning.
Nel 2004 ha scritto un articolo fondamentale, insieme a De Bot e Lowie, sullo sviluppo della seconda lingua, in cui è stato applicata la teoria dei sistemi dinamici per studiare lo sviluppo della scrittura della seconda lingua. Questo è stato il primo documento di ricerca in cui sono stati utilizzati i dati delle serie temporali per spiegare i cambiamenti nello sviluppo della scrittura nella seconda lingua.
Nel 2015 ha presentato una prospettiva dinamica sui modelli di sviluppo in finlandese come L2 all'ELC 4. Quarta conferenza post-laurea internazionale su lingua e cognizione all'Università di Vigo.
Nel 2017 è stato pubblicato il suo primo articolo in cui, lei e i suoi colleghi, hanno applicato il modello di Markov nascosto per simulare lo sviluppo del linguaggio.
È anche nota per il suo lavoro sulla complessità del linguaggio. Ha proposto l'indice di rapporto verbale finito per misurare la complessità sintattica generale e la lunghezza media delle parole del contenuto per misurare la complessità lessicale nello sviluppo della scrittura in una seconda lingua.

## Opere

### Libri
- Lexical and Syntactical Constructions and the Construction of Meaning (1997)[11]
- Cognitive Exploration of Language and Linguistics (1998)[12]
- Explorations in Linguistic Relativity (2000)[13]
- Second Language Acquisition: An Advanced Resource Book (2005)[14]
- A Dynamic Approach to Second Language Development. Methods and Techniques (2011)

### Articoli
- Verspoor M., & Lowie W. (2003). Making sense of polysemous words. Language Learning, 53(3), 547-586.
- De Bot K., Verspoor M., & Lowie W. (2005). Dynamic Systems Theory and Applied Linguistics: the ultimate “so what”? International Journal of Applied Linguistics, 15(1), 116-118.
- De Bot K., Lowie W., & Verspoor M. (2007). A dynamic view as a complementary perspective. Bilingualism: Language and Cognition, 10(1), 51-55.
- De Bot K., Lowie W., & Verspoor M. (2007). A dynamic systems theory approach to second language acquisition. Bilingualism: Language and Cognition, 10(1), 7-21.
- Verspoor M., Lowie M., & van Dijk M. (2008). Variability in second language development from a dynamic systems perspective. The Modern Language Journal, 92(2), 214-231.
- Spoelman M., & Verspoor M. (2010). Dynamic patterns in development of accuracy and complexity: A longitudinal case study in the acquisition of Finnish. Applied Linguistics, 31(4), 532-553.
- Verspoor, M. H. (2012). Symposium: Dynamic systems/Complexity theory as a new approach to second language development. Language Teaching, 45(4), 553 - 534.
- Rousse-Malpat, A., & Verspoor, M. (2012). Measuring effectiveness in Focus on Form versus Focus on Meaning. Dutch Journal of Applied Linguistics, 1(2), 263-276.
- Smiskova, H., Verspoor, M. H., & Lowie, W. M. (2012). Conventionalized ways of saying things (CWOSTs) and L2 development. Dutch Journal of Applied Linguistics, 1(1), 125 - 142.
- de Bot, K., Chan, B., Lowie, W. M., Plat, R., & Verspoor, M. H. (2012). A dynamic perspective on language processing and development. Dutch Journal of Applied Linguistics, 1(2), 188-218.
- Verspoor M., Schmid M. S., & Xu X. (2012). A dynamic usage based perspective on L2 writing. Journal of Second Language Writing, 21(3), 239-263.
- Chan, H., Verspoor, M., & Vahtrick, L. (2015). Dynamic Development in Speaking Versus Writing in Identical Twins. Language Learning, 65(2), 298-325.
- Lowie W., & Verspoor M. (2015). Variability and variation in second language acquisition orders: A dynamic reevaluation. Language Learning, 65(1), 63-88.
- Hou, J., Verspoor, M., & Loerts, H. (2016). An exploratory study into the dynamics of Chinese L2 writing development. Dutch Journal of Applied Linguistics, 5(1), 65-96.
- Verspoor, M., Lowie, W., Chan, H., & Vahtrick, L. (2017). Linguistic complexity in second language development: variability and variation at advanced stages. Recherches en didactique des langues et des culture. Les cahiers de l'Acedle, 14(1).
- Lesonen, S., Suni, M., Steinkrauss, R., & Verspoor, M. (2017). From conceptualization to constructions in Finnish as an L2: a case study. Pragmatics and Cognition, 24(2), 212-262.
- Lowie, W., van Dijk, M., Chan, H., & Verspoor, M. (2017). Finding the key to successful L2 learning in groups and individuals. Studies in Second Language Learning and Teaching, 7(1), 127-148.
- Dale, L., Ron, O., & Verspoor, M. (2018). Searching for identity and focus: towards an analytical framework for language teachers in bilingual education. International Journal of Bilingual Education and Bilingualism, 21(3), 366-383.
- Hou, J., Loerts, H., & Verspoor, M. (2018). Exploring attitude and test-driven motivation towards English at Chinese universities. International Journal of Language Studies, 12(1), 37-60.
- Hou, J., Loerts, H., & Verspoor, M. (2018). Chunk use and development in advanced Chinese L2 learners of English. Language Teaching Research, 22(2), 148-168.
- Dale, L., Oostdam, R., & Verspoor, M. (2018). Juggling ideals and constraints The position of English teachers in CLIL contexts. Dutch Journal of Applied Linguistics, 7(2), 177-202.
- Lowie, W. M., & Verspoor, M. H. (2019). Individual Differences and the Ergodicity Problem. Language Learning, 69(S1), 184-206.
- Rousse-Malpat, A., Steinkrauss, R., & Verspoor, M. (2019). Structure-based or dynamic usage‑based instruction. Instructed Second Language Acquisition, 3(2), 181-205.